# 八島町 (名古屋市)
八島町（やしまちょう）は、愛知県名古屋市中川区の地名。

## 歴史

### 沿革
- 1942年（昭和17年）1月15日 - 中川区西古渡町・八熊町の各一部により、同区八島町が成立[3]。
- 1960年（昭和35年）3月5日 - 中川区八熊町の一部を編入する[3]。
- 1981年（昭和56年）9月6日 - 中川区露橋一丁目・露橋二丁目にそれぞれ編入され消滅[3]。